# Ефективна доза зрачења
Ефективна доза зрачења  јесте количина дозе у систему радиолошке заштите коју је усвојила  Међународна комисије за радиолошку заштиту (International Commission on Radiological Protection (ICRP)). То је ткивно пондерисани збир еквивалентних доза у свим одређеним ткивима и органима људског тела и представља стохастички здравствени ризик за цело тело, са вероватноћом индукције рака и генетских ефеката, ниског нивоа јонизујућег зрачења. Ефективна доза зрачења узима у обзир врсту зрачења и природу сваког органа или ткива које се озрачи, и омогућава приказ збира доза органа због различитих нивоа и врста зрачења, како унутрашњег тако и спољашњег, да би се добила укупна израчуната ефективна доза.
СИ јединица за ефективну дозу је сиверт (Sv) што представља 5,5% шансе за развој рака. Ефективна доза је  замишљена као мера детерминистичких здравствених ефеката, као што је озбиљност акутног оштећења ткива које ће се сигурно десити, а мери количином апсорбоване дозе.

## Историја
Концепт ефективне дозе развио је Волфганг Јакоби и објављен је 1975. године, као толико убедљив параметар да га је ИЦРП укључио у своје опште препоруке из 1977. (публикација 26) као „еквивалент ефективне дозе“. Назив „ефикасна доза” заменио је назив „еквивалент ефективне дозе” 1991. године. Од 1977. је централна величина за ограничење дозе у међународном систему радиолошке заштите.

## Опште информације
Процењује се да човек у просеку годишње прими ефективну дозу од 2,5 mSv  од природног зрачења, али су опажена и многоструко већа озрачења неких појединаца у општој популацији. Претпоставља се да је ризик од последица тога озрачења приближно сразмеран дози. Процењује се да природно зрачење у просеку узрокује 12 do 13 случајева тумора на 1.000 становника, што је око 4% од свих малигних обољења.

### Дефиниција и израчунавање
Ефективна доза зрачења, јесте збир производа еквивалентне дозе у ткиву или органу и одговарајућег ткивног тежинског фактора којим се изражава осетљивост појединих ткива и органа на појаву стохастичких ефеката јонизујућег зрачења.
Она се израчунава из енергије коју зрачење преда организму, подељене са масом организма (тако се добије тзв. апсорбована доза), уз уважавање различитог дејства појединих врста зрачења и различите осетљивости појединих органа и ткива. Јединица за ефективну дозу је сиверт (Sv). Она се подудара се нпр једноликим озрачењем целог организма гама зрацима умерене енергије. Ефективна доза коју човек током једне године добије од зрачења из природних извора неколико је стотина пута мања од 1 Sv, и зато се изражава хиљаду пута мањом јединицом (mSv). Да би се проценила годишња ефективна доза, при њеном израчунавању се мора узети у обзир (а) Конверзиони коефицијент апсорбоване дозе из ваздуха и (б) Унутрашњи фактор попуњености.
Просечне вредности нумеричких параметара варирају у зависности од старости становништва и климе на задатој локацији. UNSCEA за 1993, користи 0,7 Sv→Gy-1 као коефицијент конверзије апсорбоване дозе у ваздуху у ефективну дозу, који се примењује код одраслих особа и 0,8 за унутрашњи фактор, односно као однос дела времена проведеног у затвореном и на отвореном простору који је 0,8 и 0,2.
Компоненте годишње ефективне дозе се одређују на следећи начин:
У затвореном простору: 84 nGy h-1 × 8,760 h × 0.8 × 0.7 Sv Gy-1 = 0.41 mSv
На отвореном простору: 59 nGy h-1 × 8,760 h × 0.2 × 0.7 Sv Gy-1 = 0.07 mSv
У Свету, вредности просечне годишње ефективне доза износе 0,48 mSv, а резултати за поједине земље се крећу углавном у распону од 0,30 до 0,60 mSv. За децу и одојчад, вредности су око 10% и 30% веће, и у директној су сразмери са повећањем вредности коефицијента конверзије апсорбоване дозе у ваздуху у ефективну дозу .

## Примена
Према  Међународној комисији за радиолошку заштиту главне употребе ефективне дозе су процена проспективне дозе за планирање и оптимизацију радиолошке заштите и демонстрација усклађености са границама дозе у регулаторне сврхе. Ефективна доза је стога централна количина дозе за регулаторне сврхе.
Међународна комисије за радиолошку заштиту такође каже да је ефективна доза дала значајан допринос радиолошкој заштити јер је омогућила сабирање доза из целог и делимичног излагања тела различитим врстама спољашњег зрачења и од уношења радионуклида.

### Употреба за спољну дозу
Прорачун ефективне дозе је потребан за делимично или неуједначено зрачење људског тела, јер еквивалентна доза не узима у обзир озрачено ткиво, већ само врсту зрачења. Разна телесна ткива реагују на јонизујуће зрачење на различите начине, па је  Међународна комисије за радиолошку заштиту  доделио факторе осетљивости одређеним ткивима и органима тако да се ефекат делимичног зрачења може израчунати ако су озрачени региони познати.  Поље зрачења које зрачи само део тела носиће мањи ризик него ако би исто поље зрачило цело тело. Да би се ово узело у обзир, израчунавају се и сумирају ефикасне дозе компоненти тела које су озрачене. Ово постаје ефективна доза за цело тело, дозна количина Е. То је "заштитна" дозна количина која се може израчунати, али се не може мерити у пракси.
Ефективна доза ће носити исти ефективни ризик за цело тело без обзира на то где је примењена, и носиће исти ефективни ризик као иста количина еквивалентне дозе која се равномерно примењује на цело тело.

### Употреба за унутрашњу дозу
Ефективна доза се може израчунати за ангажовану дозу која јеунутрашња доза, односно доза која је резултат удисања, гутања или убризгавања радиоактивних материјала.
Употребљена количина дозе је:
Предвиђена ефективна доза, Е(т) је збир производа еквивалентних доза ангажованог органа или ткива и одговарајућих фактора тежине ткива ВТ, где је т време интеграције у годинама након узимања. Период обавезе је 50 година за одрасле и 70 година за децу.

## Ефективна доза према врсти медицинског снимања
| Ефективна доза према врсти медицинског снимања | Ефективна доза према врсти медицинског снимања | Ефективна доза према врсти медицинског снимања | Ефективна доза према врсти медицинског снимања |
| Циљни орган                                    | Тип снимања                                    | Ефективна доза код одраслих                    | Еквивалентно време позадинског зрачења         |
| ---------------------------------------------- | ---------------------------------------------- | ---------------------------------------------- | ---------------------------------------------- |
| ЦТ главе                                       | Појединачна серија                             | 2 mSv                                          | 8 месеци                                       |
| ЦТ главе                                       | Са + без радиоконтраста                        | 4 mSv                                          | 16 месеци                                      |
| Грудни кош                                     | CT грудног коша                                | 7 mSv                                          | 2 године                                       |
| Грудни кош                                     | CT грудног коша, протокол скрининга рака плућа | 1.5 mSv                                        | 6 месеци                                       |
| Грудни кош                                     | Раиографија грудног коша                       | 0.1 mSv                                        | 10 дана                                        |
| Срце                                           | CT коронарна ангиографија                      | 12 mSv                                         | 4 године                                       |
| Срце                                           | Коронарни CT                                   | 3 mSv                                          | 1 година                                       |
| Трбух                                          | CT стомака и карлице                           | 10 mSv                                         | 3 године                                       |
| Трбух                                          | CT абдомена и карлице, протокол ниске дозе     | 3 mSv                                          | 1 година                                       |
| Трбух                                          | CT абдомена и карлице, са + без радиоконтраста | 20 mSv                                         | 7 година                                       |
| Трбух                                          | CT колонографија                               | 6 mSv                                          | 2 године                                       |
| Трбух                                          | Интравенски пиелограм                          | 3 mSv                                          | 1 година                                       |
| Трбух                                          | Горња гастроинтестиналне серије                | 6 mSv                                          | 2 година                                       |
| Трбух                                          | Доње гастроинтестиналне серије                 | 8 mSv                                          | 3 године                                       |
| Кичма                                          | Раиографија кичме                              | 1.5 mSv                                        | 6 месеци                                       |
| Кичма                                          | ЦТ кичме                                       | 6 mSv                                          | 2 године                                       |
| Екстремитети                                   | X-ray of extremity                             | 0.001 mSv                                      | 3 часа                                         |
| Екстремитети                                   | ЦТ ангиографија доњих екстремитета             | 0.3 - 1.6 mSv                                  | 5 недеље - 6 месеци                            |
| Х-снимање у стоматологији                      | Х-снимање у стоматологији                      | 0.005 mSv                                      | 1 дан                                          |
| DEXA (густина костију)                         | DEXA (густина костију)                         | 0.001 mSv                                      | 3 часа                                         |
| PET-CT комбиновано                             | PET-CT комбиновано                             | 25 mSv                                         | 8 година                                       |
| Мамографија                                    | Мамографија                                    | 0.4 mSv                                        | 7 недеља                                       |